# Rhaphuma pictiventris
Rhaphuma pictiventris là một loài bọ cánh cứng trong họ Cerambycidae.